# Keikó
Keikó (japonsky 景行天皇, Keikó-tennó, známý též jako 大足彦忍代別天皇, Ootarašihikooširowake no Sumeramikoto; 7. listopadu 60 – 23. prosince 130) byl legendární dvanáctý japonský císař podle tradičního seznamu panovníků.
Obě nejstarší japonské kroniky Kodžiki a Nihonšoki zaznamenávají události, které se staly za Keikóova údajného života. O císaři se uvádí, že byl neobvykle vysoké postavy a měl značně rozsáhlou rodinu. Za období jeho vlády se tradičně považují roky 71 až 130. Během své vlády se snažil rozšířit své území podrobováním si místních klanů.

## Legenda
Podle záznamů nejstarších japonských kronik se Keikó narodil někdy v roce 13 př. n. l. a dostal jméno „Otarašihiko-no-mikoto“. Byl třetím synem císaře Suinina a jeho druhé ženy, císařovny „Hibasu-hime“. Otarašihiko-no-mikoto byl údajně vybrán za korunního prince místo jeho staršího bratra na základě neformální otázky, co by si oba přáli. Zatímco mladší Otarašihiko-no-mikoto odpověděl „císařství“, jeho starší bratr si údajně přál „luk a šípy“. Otarašihiko-no-mikoto posléze nastoupil na Chryzantémový trůn v roce 71, rok po smrti svého otce.
Pokud jde o počáteční rozšiřování území za vlády císaře Keikóa, záznamy kronik Kodžiki a Nihonšoki se vzájemně liší. Podle Kodžiki prý císař poslal svého syna, prince Ósu (Jamato Takeru), na Kjúšú, aby tam porazil místní klany. Podle Nihonšoki se tam vypravil sám a místní klany porazil v několika bitvách. Oba prameny se však shodují v tom, že Keikó později poslal Jamata Takerua do provincie Izumo a do východních provincií, aby dobyl tuto oblast a rozšířil území ovládané císařem. Podle tradičních zdrojů zemřel Jamato Takeru ve 43. roce vlády císače Keikóa (景行天皇四十三年). Vdova po zemřelém princi shromáždila jeho majetek, do něhož patřil i posvátný meč Kusanagi (草薙劍), a uctívala jeho památku ve svatyni ve svém domě. V pozdější době byly tyto památky včetně posvátného meče přeneseny na své současné místo ve svatyni Acuta.
Kromě Jamata Takerua měl císař Keikó ještě další syny, z nichž nejméně tři byli prapředky významných klanů. Císař Keikó zemřel údajně roku 130 ve věku 143 let. Následujícího roku byl na Chryzantémový trůn uveden jeho syn, princ Wakatarašihiko, jako císař Seimu.

## Známé informace
Historici řadí Keikóa mezi takzvané legendární císaře, protože neexistuje dostatek materiálů potřebných k dalšímu ověření a studiu. Jméno Keikó-tennó mu bylo přiděleno posmrtně v době pozdějších generací. Jeho jméno mohlo být uzákoněno stovky let po jeho smrti, možná v době, kdy byly legendy o počátcích japonské císařské dynastie zaznamenány do kroniky, kterou dnes známe jako Kodžiki. Existuje možnost, že císař Keikó vládl spíše ve 4. století než ve století 1., nicméně k potvrzení těchto domněnek je zapotřebí více důkazů. Také Keikó, stejně jako tomu bylo u jeho otce Suinina, je znám tím, že kroniky uvádějí přehnanou délku jeho života, což pravděpodobně není založeno na skutečnosti. Posloupnost vlád jednotlivých císařů začala být sestavována teprve v 8. století a historici se domnívají, že se podobným způsobem „zaplňovalo“ množství mezer mezi jednotlivými údaji.
Jelikož není známo místo, kde je císař Keikó skutečně pohřben, uctívá se jeho památka tradičně v památníku v šintoistické svatyni ve městě Nara na ostrově Honšú. Úřad pro záležitosti japonského císařského dvora stanovil toto místo jako císařovo mauzoleum, takže nese formální jméno Jamanobe no miči no e no misasagi. Kromě záznamů obou nejstarších kronik, je to však až 29. císař Kinmei (asi 509– 571), který je první, k jehož období vlády dokáže současná historiografie přiřadit ověřitelná data;  Standardně přijímaná jména a data prvních císařů však byla schválena za „tradiční“ teprve od vlády císaře Kammu (737–806), 50. panovníka dynastie Jamato.

## Manželky a děti
Císař Keikó měl údajně velkou rodinu, kterou tvořily dvě manželky (císařovny), devět konkubín a více než 80 dětí. Je sporné, zda jsou tato čísla skutečná nebo ne. Jména některých dětí mohla být použita víckrát, stejně tak je možné, že velikost Keikóovy rodiny narůstala během let při ústním předávání legend.